# Clara Sheller
Clara Sheller – francuski serial telewizyjny w reżyserii Renauda Bertranda z 2005 roku.

## Fabuła
Tytułowa bohaterka Clara Sheller ma 29 lat i pracuje w redakcji poczytnego paryskiego tygodnika. Jest na nieustającej diecie i wciąż marzy o wielkiej miłości. Od kilku lat mieszka z 30-letnim Jeanem-Philippe'em, zwanym JP, odpowiedzialnym za finanse w tej samej firmie. W redakcji i wobec rodziców Clara i JP odgrywają rolę szczęśliwej pary. Tę dwójkę przyjaciół, poza wspólnym lokum, łączy jeszcze jedno: oboje poszukują mężczyzny swojego życia, ponieważ JP jest gejem.